# Temporada 2021 del Campeonato de Fórmula 2 de la FIA
La temporada 2021 del Campeonato de Fórmula 2 de la FIA fue la quinta edición de dicho campeonato. Todas las rondas se disputaron como soporte a los Grandes Premios de Fórmula 1.
Oscar Piastri se quedó con el Campeonato de Pilotos al finalizar en la tercera posición la carrera corta 1 de la última ronda.

## Escuderías y pilotos
| Escudería             | N.º | Piloto              | Rondas |
| --------------------- | --- | ------------------- | ------ |
| PREMA Racing          | 1   | Robert Shwartzman   | Todas  |
| PREMA Racing          | 2   | Oscar Piastri       | Todas  |
| UNI-Virtuosi Racing   | 3   | Guanyu Zhou         | Todas  |
| UNI-Virtuosi Racing   | 4   | Felipe Drugovich    | Todas  |
| Carlin                | 5   | Dan Ticktum         | Todas  |
| Carlin                | 6   | Jehan Daruvala      | Todas  |
| Hitech Grand Prix     | 7   | Liam Lawson         | Todas  |
| Hitech Grand Prix     | 8   | Jüri Vips           | Todas  |
| ART Grand Prix        | 9   | Christian Lundgaard | Todas  |
| ART Grand Prix        | 10  | Théo Pourchaire     | Todas  |
| MP Motorsport         | 11  | Richard Verschoor   | 1-6    |
| MP Motorsport         | 11  | Jack Doohan         | 7-8    |
| MP Motorsport         | 12  | Lirim Zendeli       | 1-6    |
| MP Motorsport         | 12  | Clément Novalak     | 7-8    |
| Charouz Racing System | 14  | David Beckmann      | 1-4    |
| Charouz Racing System | 14  | Enzo Fittipaldi     | 5-7    |
| Charouz Racing System | 14  | Richard Verschoor   | 8      |
| Charouz Racing System | 15  | Guilherme Samaia    | Todas  |
| DAMS                  | 16  | Roy Nissany         | Todas  |
| DAMS                  | 17  | Marcus Armstrong    | Todas  |
| Campos Racing         | 20  | Gianluca Petecof    | 1-2    |
| Campos Racing         | 20  | Matteo Nannini      | 3-4    |
| Campos Racing         | 20  | David Beckmann      | 5-6    |
| Campos Racing         | 20  | Olli Caldwell       | 7-8    |
| Campos Racing         | 21  | Ralph Boschung      | Todas  |
| HWA RACELAB           | 22  | Matteo Nannini      | 1      |
| HWA RACELAB           | 22  | Jack Aitken         | 2-4    |
| HWA RACELAB           | 22  | Jake Hughes         | 5-6, 8 |
| HWA RACELAB           | 22  | Logan Sargeant      | 7      |
| HWA RACELAB           | 23  | Alessio Deledda     | Todas  |
| Trident               | 24  | Bent Viscaal        | Todas  |
| Trident               | 25  | Marino Sato         | Todas  |
| Fuentes:              |     |                     |        |

### Cambios de pilotos

#### En pretemporada
- El campeón 2020 del Campeonato de Fórmula 3 de la FIA Oscar Piastri, ascendió a la Fórmula 2 junto a PREMA Racing.[4] Robert Shwartzman siguió en el equipo para ser su compañero.[5]
- Ralph Boschung volvió a la categoría con Campos Racing.[6]
- Felipe Drugovich dejó MP Motorsport para unirse a UNI-Virtuosi Racing.[7]
- Lirim Zendeli ascendió a la Fórmula 2 de la mano de MP Motorsport.[8]
- Hitech Grand Prix alineó a los protegidos de Red Bull Liam Lawson y Jüri Vips.[9]
- Jehan Daruvala siguió en el equipo Carlin.[10]
- Matteo Nannini y Alessio Deledda, provenientes de Fórmula 3, fueron pilotos titulares de HWA RACELAB.[11]
- Marcus Armstrong dejó ART Grand Prix y fichó por DAMS.[12]
- Théo Pourchaire, subcampeón 2020 de Fórmula 3, fichó por ART Grand Prix.[13]
- Dan Ticktum abandonó DAMS para fichar por Carlin.[14]
- Roy Nissany, proveniente de Trident, se unió a DAMS para acompañar a Marcus Armstrong.[15]
- Gianluca Petecof, campeón del Campeonato de Fórmula Regional Europea, fue piloto titular de Campos Racing junto a Ralph Boschung.[16]
- Guanyu Zhou siguió por tercer año consecutivo en UNI-Virtuosi Racing.[17]
- Christian Lundgaard renovó contrato con ART Grand Prix.[18]
- David Beckmann, proveniente de Fórmula 3, se unió a Charouz Racing System. Guilherme Samaia abandonó Campos Racing para acompañarlo en el equipo.[19]
- Trident contó nuevamente con Marino Sato y fichó al debutante neerlandés Bent Viscaal.[20]

#### En mitad de temporada
- Jack Aitken sustituyó a Matteo Nannini en HWA RACELAB en Montecarlo, Bakú y Silverstone.[21]
- Gianluca Petecof abandonó Campos Racing antes de la ronda de Bakú. Matteo Nannini ocupó su asiento.[22]
- Enzo Fittipaldi, proveniente del Campeonato de Fórmula 3 de la FIA, se unió a Charouz Racing System en reemplazo de David Beckmann,[23] quien pasó a Campos Racing.[24]
- Jake Hughes volvió a HWA RACELAB para ocupar el primer asiento.[25] Regresó a ese asiento en la última ronda.[26]
- Cuatro pilotos provenientes de la Fórmula 3 se unieron a la categoría. Clément Novalak y Jack Doohan se unieron a MP Motorsport en sustitución de sus pilotos titulares en las últimas rondas.[27][28] Olli Caldwell se unió a Campos Racing en reemplazo de David Beckmann,[29] y Logan Sargeant sustituyó a Jake Hughes en HWA RACELAB.[30]
- Richard Verschoor se unió a Charouz Racing System para sustituir al lesionado Enzo Fittipaldi en la ronda final.[31]

## Calendario
Tanto la Fórmula 2 como la Fórmula 3 tendrán un nuevo formato. Las rondas no se disputarán el mismo fin de semana. Este cambio de formato fue diseñado para reducir costos para los equipos en ambos campeonatos al permitirles rotar al personal entre cada campeonato. Además cambió el formato de carrera, el sábado se correrán dos carreras cortas y el domingo se correrá la carrera larga.
| Rondas   | Rondas | Circuito                                 | País                   | Fecha            |
| -------- | ------ | ---------------------------------------- | ---------------------- | ---------------- |
| 1        | CC     | Circuito Internacional de Baréin, Sakhir | Baréin                 | 27 de marzo      |
| 1        | CC     | Circuito Internacional de Baréin, Sakhir | Baréin                 | 27 de marzo      |
| 1        | CL     | Circuito Internacional de Baréin, Sakhir | Baréin                 | 28 de marzo      |
| 2        | CC     | Circuito de Mónaco, Montecarlo           | Mónaco                 | 21 de mayo       |
| 2        | CC     | Circuito de Mónaco, Montecarlo           | Mónaco                 | 21 de mayo       |
| 2        | CL     | Circuito de Mónaco, Montecarlo           | Mónaco                 | 22 de mayo       |
| 3        | CC     | Circuito callejero de Bakú, Bakú         | Azerbaiyán             | 5 de junio       |
| 3        | CC     | Circuito callejero de Bakú, Bakú         | Azerbaiyán             | 5 de junio       |
| 3        | CL     | Circuito callejero de Bakú, Bakú         | Azerbaiyán             | 6 de junio       |
| 4        | CC     | Circuito de Silverstone, Silverstone     | Reino Unido            | 17 de julio      |
| 4        | CC     | Circuito de Silverstone, Silverstone     | Reino Unido            | 17 de julio      |
| 4        | CL     | Circuito de Silverstone, Silverstone     | Reino Unido            | 18 de julio      |
| 5        | CC     | Autodromo Nazionale di Monza, Monza      | Italia                 | 11 de septiembre |
| 5        | CC     | Autodromo Nazionale di Monza, Monza      | Italia                 | 11 de septiembre |
| 5        | CL     | Autodromo Nazionale di Monza, Monza      | Italia                 | 12 de septiembre |
| 6        | CC     | Autódromo de Sochi, Sochi                | Rusia                  | 25 de septiembre |
| 6        | CC     | Autódromo de Sochi, Sochi                | Rusia                  | 25 de septiembre |
| 6        | CL     | Autódromo de Sochi, Sochi                | Rusia                  | 26 de septiembre |
| 7        | CC     | Circuito de la Corniche de Yeda, Yeda    | Arabia Saudita         | 4 de diciembre   |
| 7        | CC     | Circuito de la Corniche de Yeda, Yeda    | Arabia Saudita         | 4 de diciembre   |
| 7        | CL     | Circuito de la Corniche de Yeda, Yeda    | Arabia Saudita         | 5 de diciembre   |
| 8        | CC     | Circuito Yas Marina, Abu Dabi            | Emiratos Árabes Unidos | 11 de diciembre  |
| 8        | CC     | Circuito Yas Marina, Abu Dabi            | Emiratos Árabes Unidos | 11 de diciembre  |
| 8        | CL     | Circuito Yas Marina, Abu Dabi            | Emiratos Árabes Unidos | 12 de diciembre  |
| Fuentes: |        |                                          |                        |                  |

## Resultados

### Entrenamientos

#### Pretemporada
| Circuito | Fecha       | Sesión | Mejor clasificado   | Mejor clasificado     | Mejor clasificado | Mejor clasificado |
| Circuito | Fecha       | Sesión | Piloto              | Escudería             | Tiempo            | Vueltas           |
| -------- | ----------- | ------ | ------------------- | --------------------- | ----------------- | ----------------- |
| Sakhir   | 8 de marzo  | Mañana | Dan Ticktum         | Carlin                | 1:43.021          | 14                |
| Sakhir   | 8 de marzo  | Tarde  | David Beckmann      | Charouz Racing System | 1:42.844          | 19                |
| Sakhir   | 9 de marzo  | Mañana | Christian Lundgaard | ART Grand Prix        | 1:41.697          | 39                |
| Sakhir   | 9 de marzo  | Tarde  | Dan Ticktum         | Carlin                | 1:42.185          | 36                |
| Sakhir   | 10 de marzo | Mañana | Marcus Armstrong    | DAMS                  | 1:42.173          | 22                |
| Sakhir   | 10 de marzo | Tarde  | Ralph Boschung      | Campos Racing         | 1:44.905          | 59                |

#### Postemporada
| Circuito   | Fecha           | Sesión | Mejor clasificado | Mejor clasificado   | Mejor clasificado | Mejor clasificado |
| Circuito   | Fecha           | Sesión | Piloto            | Escudería           | Tiempo            | Vueltas           |
| ---------- | --------------- | ------ | ----------------- | ------------------- | ----------------- | ----------------- |
| Yas Marina | 16 de diciembre | Mañana | Felipe Drugovich  | MP Motorsport       | 1:35.577          | 31                |
| Yas Marina | 16 de diciembre | Tarde  | Jehan Daruvala    | PREMA Racing        | 1:35.435          | 46                |
| Yas Marina | 17 de diciembre | Mañana | Felipe Drugovich  | MP Motorsport       | 1:35.614          | 35                |
| Yas Marina | 17 de diciembre | Tarde  | Logan Sargeant    | Carlin              | 1:36.155          | 44                |
| Yas Marina | 18 de diciembre | Mañana | Jack Doohan       | UNI-Virtuosi Racing | 1:36.110          | 59                |
| Yas Marina | 18 de diciembre | Tarde  | Felipe Drugovich  | MP Motorsport       | 1:36.342          | 43                |

### Temporada
| Ronda | Ronda | Ronda       | Pole Position     | Vuelta rápida     | Piloto ganador      | Escudería ganadora  | Resultados |
| ----- | ----- | ----------- | ----------------- | ----------------- | ------------------- | ------------------- | ---------- |
| 1     | C     | Sakhir      |                   | Lirim Zendeli     | Liam Lawson         | Hitech Grand Prix   | Resultados |
| 1     | C     | Sakhir      | Ralph Boschung    | Oscar Piastri     | PREMA Racing        |                     | Resultados |
| 1     | L     | Sakhir      | Guanyu Zhou       | Robert Shwartzman | Guanyu Zhou         | UNI-Virtuosi Racing | Resultados |
| 2     | C     | Montecarlo  |                   | Jüri Vips         | Guanyu Zhou         | UNI-Virtuosi Racing | Resultados |
| 2     | C     | Montecarlo  | Robert Shwartzman | Dan Ticktum       | Carlin              |                     | Resultados |
| 2     | L     | Montecarlo  | Théo Pourchaire   | Guanyu Zhou       | Théo Pourchaire     | ART Grand Prix      | Resultados |
| 3     | C     | Bakú        |                   | Théo Pourchaire   | Robert Shwartzman   | PREMA Racing        | Resultados |
| 3     | C     | Bakú        | Oscar Piastri     | Jüri Vips         | Hitech Grand Prix   |                     | Resultados |
| 3     | L     | Bakú        | Liam Lawson       | Dan Ticktum       | Jüri Vips           | Hitech Grand Prix   | Resultados |
| 4     | C     | Silverstone |                   | Oscar Piastri     | Robert Shwartzman   | PREMA Racing        | Resultados |
| 4     | C     | Silverstone | Oscar Piastri     | Richard Verschoor | MP Motorsport       |                     | Resultados |
| 4     | L     | Silverstone | Oscar Piastri     | Jehan Daruvala    | Guanyu Zhou         | UNI-Virtuosi Racing | Resultados |
| 5     | C     | Monza       |                   | Théo Pourchaire   | Théo Pourchaire     | ART Grand Prix      | Resultados |
| 5     | C     | Monza       | Oscar Piastri     | Jehan Daruvala    | Carlin              |                     | Resultados |
| 5     | L     | Monza       | Oscar Piastri     | Liam Lawson       | Oscar Piastri       | PREMA Racing        | Resultados |
| 6     | C     | Sochi       |                   | Théo Pourchaire   | Dan Ticktum         | Carlin              | Resultados |
| 6     | C     | Sochi       | Cancelada         | Cancelada         | Cancelada           | Cancelada           | Resultados |
| 6     | L     | Sochi       | Oscar Piastri     | Liam Lawson       | Oscar Piastri       | PREMA Racing        | Resultados |
| 7     | C     | Yeda        |                   | Robert Shwartzman | Marcus Armstrong    | DAMS                | Resultados |
| 7     | C     | Yeda        | Oscar Piastri     | Oscar Piastri     | PREMA Racing        |                     | Resultados |
| 7     | L     | Yeda        | Oscar Piastri     | Oscar Piastri     | Oscar Piastri       | PREMA Racing        | Resultados |
| 8     | C     | Yas Marina  |                   | Olli Caldwell     | Jehan Daruvala      | Carlin              | Resultados |
| 8     | C     | Yas Marina  | Roy Nissany       | Guanyu Zhou       | UNI-Virtuosi Racing |                     | Resultados |
| 8     | L     | Yas Marina  | Oscar Piastri     | Théo Pourchaire   | Oscar Piastri       | PREMA Racing        | Resultados |

## Clasificaciones

### Sistema de puntuación
Puntos de carrera larga
| Posición | 1.º | 2.º | 3.º | 4.º | 5.º | 6.º | 7.º | 8.º | 9.º | 10.º | Pole | VR |
| Puntos   | 25  | 18  | 15  | 12  | 10  | 8   | 6   | 4   | 2   | 1    | 4    | 2  |

Puntos de carrera corta
| Posición | 1.º | 2.º | 3.º | 4.º | 5.º | 6.º | 7.º | 8.º | VR |
| Puntos   | 15  | 12  | 10  | 8   | 6   | 4   | 2   | 1   | 2  |

### Campeonato de Pilotos
| Pos. | Piloto              | SAK | SAK | SAK | MON | MON | MON | BAK | BAK | BAK | SIL | SIL | SIL | MNZ | MNZ | MNZ | SOC | SOC | SOC | YED | YED | YED | YMC | YMC | YMC | Puntos |
| ---- | ------------------- | --- | --- | --- | --- | --- | --- | --- | --- | --- | --- | --- | --- | --- | --- | --- | --- | --- | --- | --- | --- | --- | --- | --- | --- | ------ |
| 1    | Oscar Piastri       | 5   | 1   | 19† | 8   | 2   | 2   | Ret | 8   | 2   | 6   | 4   | 3   | 4   | 7   | 1   | 9   | C   | 1   | 8   | 1   | 1   | 3   | Ret | 1   | 252.5  |
| 2    | Robert Shwartzman   | 4   | Ret | 7   | Ret | 10  | 4   | 1   | 5   | 3   | 1   | 15  | 5   | 6   | 3   | 6   | 3   | C   | 4   | 5   | 3   | 2   | 4   | 2   | 5   | 192    |
| 3    | Guanyu Zhou         | 7   | 3   | 1   | 1   | 15  | 5   | 3   | Ret | 13  | Ret | 11  | 1   | 2   | 8   | 2   | DNS | C   | 6   | 17  | 8   | 4   | 8   | 1   | 2   | 183    |
| 4    | Dan Ticktum         | 8   | Ret | 2   | 6   | 1   | Ret | 2   | 6   | 8   | 8   | 3   | 2   | Ret | 11  | 3   | 1   | C   | 5   | 7   | 4   | 10  | 6   | 4   | 6   | 159.5  |
| 5    | Théo Pourchaire     | Ret | 6   | 8   | 7   | 4   | 1   | 5   | 9   | Ret | 5   | 10  | 8   | 1   | 10  | 4   | 5   | C   | 2   | Ret | 6   | Ret | 7   | 9   | 4   | 140    |
| 6    | Jüri Vips           | 10  | 16  | 13  | 5   | 3   | 8   | 8   | 1   | 1   | 2   | 6   | 7   | 8   | 6   | Ret | 2   | C   | Ret | 3   | Ret | 6   | 12  | Ret | 8   | 120    |
| 7    | Jehan Daruvala      | 2   | 4   | 6   | 11  | 8   | Ret | 4   | 3   | 7   | 12  | 19  | 10  | 9   | 1   | 5   | 12  | C   | 3   | 10  | 14  | 11  | 1   | 7   | 11  | 113    |
| 8    | Felipe Drugovich    | 16  | 14  | 9   | 2   | 14  | 3   | 14  | 10  | 4   | 4   | 7   | 6   | Ret | 17  | 12  | DNS | C   | DNS | 4   | 10  | 5   | 2   | 5   | 3   | 105    |
| 9    | Liam Lawson         | 1   | Ret | 3   | 9   | DSQ | 7   | Ret | 7   | 6   | 7   | 5   | 11  | 5   | 4   | Ret | Ret | C   | 7   | 2   | Ret | 9   | 5   | 6   | 20† | 103    |
| 10   | Ralph Boschung      | Ret | 17  | 15  | 4   | 5   | 6   | 6   | Ret | 5   | 14  | Ret | 14  | 14  | 9   | 14  | 6   | C   | 19† | 15  | 9   | 3   | 9   | 3   | 9   | 59.5   |
| 11   | Richard Verschoor   | Ret | 5   | 4   | 13  | 6   | 10  | 12  | Ret | 14  | 10  | 1   | 4   | Ret | 13  | DSQ | 8   | C   | 8   |     |     |     | Ret | 11  | 10  | 56     |
| 12   | Christian Lundgaard | 6   | 2   | 12  | Ret | Ret | 12  | 11  | Ret | 9   | 3   | 13  | 21  | 3   | 14  | 10  | 7   | C   | 9   | 6   | 15  | 7   | 15  | 18  | 15  | 50     |
| 13   | Marcus Armstrong    | Ret | 10  | 5   | 10  | Ret | Ret | 7   | Ret | Ret | 9   | 2   | 12  | 11  | 15  | 9   | 11  | C   | 11  | 1   | Ret | 8   | 10  | Ret | 7   | 49     |
| 14   | Bent Viscaal        | 13  | 12  | 17  | 14  | 11  | 11  | 10  | 4   | 17  | 16  | Ret | 13  | 7   | 2   | 15† | Ret | C   | Ret | 10  | 2   | 12  | 13  | 10  | 12  | 34     |
| 15   | David Beckmann      | 3   | 7   | 11  | 12  | Ret | 13  | 9   | 2   | 12  | 13  | 8   | 15  | 10  | 5   | 16† | 15  | C   | 10  |     |     |     |     |     |     | 32     |
| 16   | Roy Nissany         | 12  | 15  | Ret | 3   | Ret | 9   | 16  | 16  | 16  | Ret | 12  | 16  | Ret | 18  | 8   | 16  | C   | 15  | 13  | 11  | 15  | 14  | 17  | 13  | 16     |
| 17   | Lirim Zendeli       | 9   | Ret | 18  | 15  | 7   | Ret | 13  | Ret | 10  | 11  | 9   | 9   | 15† | 12  | 7   | 10  | C   | 16  |     |     |     |     |     |     | 13     |
| 18   | Jake Hughes         |     |     |     |     |     |     |     |     |     |     |     |     | 12  | Ret | 13  | 4   | C   | 18  |     |     |     | Ret | 13  | Ret | 8      |
| 19   | Jack Doohan         |     |     |     |     |     |     |     |     |     |     |     |     |     |     |     |     |     |     | 11  | 5   | 13  | 11  | 8   | Ret | 7      |
| 20   | Enzo Fittipaldi     |     |     |     |     |     |     |     |     |     |     |     |     | Ret | 16  | 11  | 17  | C   | 12  | 12  | 7   | Ret |     |     |     | 2      |
| 21   | Marino Sato         | 15  | 8   | 14  | 19† | Ret | 14  | 18  | 13  | 15  | NC  | 16  | 19  | NC  | 20  | Ret | 14  | C   | 14  | Ret | 13  | 18  | 19  | 16  | 17  | 1      |
| 22   | Matteo Nannini      | 14  | 9   | 10  |     |     |     | 15  | 11  | DNS | 15  | 14  | 18  |     |     |     |     |     |     |     |     |     |     |     |     | 1      |
| 23   | Jack Aitken         |     |     |     | 16  | 9   | 18  | Ret | 12  | 11  | 17  | 18  | 17  |     |     |     |     |     |     |     |     |     |     |     |     | 0      |
| 24   | Guilherme Samaia    | 11  | 11  | 16  | 17  | 13  | 15  | 17  | 14  | 18  | Ret | 17  | 20  | Ret | Ret | Ret | 13  | C   | 13  | Ret | Ret | 17  | 16  | 12  | 16  | 0      |
| 25   | Alessio Deledda     | 18  | Ret | Ret | 18  | 12  | 16  | Ret | 15  | 19  | Ret | Ret | 22  | 13  | 19  | Ret | 18  | C   | 17  | Ret | Ret | 20  | 18  | Ret | 19  | 0      |
| 26   | Olli Caldwell       |     |     |     |     |     |     |     |     |     |     |     |     |     |     |     |     |     |     | 18  | 12  | 16  | 20  | 15  | 18  | 0      |
| 27   | Gianluca Petecof    | 17  | 13  | Ret | Ret | Ret | 17  |     |     |     |     |     |     |     |     |     |     |     |     |     |     |     |     |     |     | 0      |
| 28   | Clément Novalak     |     |     |     |     |     |     |     |     |     |     |     |     |     |     |     |     |     |     | 14  | Ret | 19  | 17  | 14  | 14  | 0      |
| 29   | Logan Sargeant      |     |     |     |     |     |     |     |     |     |     |     |     |     |     |     |     |     |     | 16  | Ret | 14  |     |     |     | 0      |
| Pos. | Piloto              | SAK | SAK | SAK | MON | MON | MON | BAK | BAK | BAK | SIL | SIL | SIL | MNZ | MNZ | MNZ | SOC | SOC | SOC | YED | YED | YED | YMC | YMC | YMC | Puntos |

| Color     | Resultado              |
| --------- | ---------------------- |
| Oro       | Ganador                |
| Plata     | 2.ª plaza              |
| Bronce    | 3.ª plaza              |
| Verde     | Finalizó en los puntos |
| Azul      | Finalizó sin puntos    |
| Azul      | NC - No clasificado    |
| Violeta   | Ret - No terminó       |
| Rojo      | DNQ - No se clasificó  |
| Negro     | DSQ - Descalificado    |
| Blanco    | DNS - No empezó        |
| Blanco    | WD - Retirado          |
| Blanco    | C - Carrera cancelada  |
| Sin color | DNP - No participó     |
| Sin color | INJ - Lesionado        |
| Sin color | EX - Excluido          |

| Estado  | Resultado |
| ------- | --- |
| Negrita | Pole position |
| Cursiva | Vuelta rápida puntuable, el piloto cumplió los requisitos para ser bonificado con uno o más puntos por lograr la vuelta rápida |
| †       | Abandona, pero clasifica al completar el porcentaje requerido para ello                                                        |

Fuente: Fórmula 2.

### Campeonato de Escuderías
| Pos. | Escudería             | N.º | SAK | SAK | SAK | MON | MON | MON | BAK | BAK | BAK | SIL | SIL | SIL | MNZ | MNZ | MNZ | SOC | SOC | SOC | YED | YED | YED | YMC | YMC | YMC | Puntos |
| ---- | --------------------- | --- | --- | --- | --- | --- | --- | --- | --- | --- | --- | --- | --- | --- | --- | --- | --- | --- | --- | --- | --- | --- | --- | --- | --- | --- | ------ |
| 1    | PREMA Racing          | 1   | 4   | Ret | 7   | Ret | 10  | 4   | 1   | 5   | 3   | 1   | 15  | 5   | 6   | 3   | 6   | 3   | C   | 4   | 5   | 3   | 2   | 4   | 2   | 5   | 444.5  |
| 1    | PREMA Racing          | 2   | 5   | 1   | 19† | 8   | 2   | 2   | Ret | 8   | 2   | 6   | 4   | 3   | 4   | 7   | 1   | 9   | C   | 1   | 8   | 1   | 1   | 3   | Ret | 1   | 444.5  |
| 2    | UNI-Virtuosi Racing   | 3   | 7   | 3   | 1   | 1   | 15  | 5   | 3   | Ret | 13  | Ret | 11  | 1   | 2   | 8   | 2   | DNS | C   | 6   | 17  | 8   | 4   | 8   | 1   | 2   | 288    |
| 2    | UNI-Virtuosi Racing   | 4   | 16  | 14  | 9   | 2   | 14  | 3   | 14  | 10  | 4   | 4   | 7   | 6   | Ret | 17  | 12  | DNS | C   | DNS | 4   | 10  | 5   | 2   | 5   | 3   | 288    |
| 3    | Carlin                | 5   | 8   | Ret | 2   | 6   | 1   | Ret | 2   | 6   | 8   | 8   | 3   | 2   | Ret | 11  | 3   | 1   | C   | 5   | 7   | 4   | 10  | 6   | 4   | 6   | 272.5  |
| 3    | Carlin                | 6   | 2   | 4   | 6   | 11  | 8   | Ret | 4   | 3   | 7   | 12  | 19  | 10  | 9   | 1   | 5   | 12  | C   | 3   | 10  | 14  | 11  | 1   | 7   | 11  | 272.5  |
| 4    | Hitech Grand Prix     | 7   | 1   | Ret | 3   | 9   | DSQ | 7   | Ret | 7   | 6   | 7   | 5   | 11  | 5   | 4   | Ret | Ret | C   | 7   | 2   | Ret | 9   | 5   | 6   | 20† | 223    |
| 4    | Hitech Grand Prix     | 8   | 10  | 16  | 13  | 5   | 3   | 8   | 8   | 1   | 1   | 2   | 6   | 7   | 8   | 6   | Ret | 2   | C   | Ret | 3   | Ret | 6   | 12  | Ret | 8   | 223    |
| 5    | ART Grand Prix        | 9   | 6   | 2   | 12  | Ret | Ret | 12  | 11  | Ret | 9   | 3   | 13  | 21  | 3   | 14  | 10  | 7   | C   | 9   | 6   | 15  | 7   | 15  | 18  | 15  | 190    |
| 5    | ART Grand Prix        | 10  | Ret | 6   | 8   | 7   | 4   | 1   | 5   | 9   | Ret | 5   | 10  | 8   | 1   | 10  | 4   | 5   | C   | 2   | Ret | 6   | Ret | 7   | 9   | 4   | 190    |
| 6    | MP Motorsport         | 11  | Ret | 5   | 4   | 13  | 6   | 10  | 12  | Ret | 14  | 10  | 1   | 4   | Ret | 13  | DSQ | 8   | C   | 8   | 11  | 5   | 13  | 11  | 8   | Ret | 75     |
| 6    | MP Motorsport         | 12  | 9   | Ret | 18  | 15  | 7   | Ret | 13  | Ret | 10  | 11  | 9   | 9   | 15† | 12  | 7   | 10  | C   | 16  | 14  | Ret | 19  | 17  | 14  | 14  | 75     |
| 7    | Campos Racing         | 20  | 17  | 13  | Ret | Ret | Ret | 17  | 15  | 11  | DNS | 15  | 14  | 18  | 10  | 5   | 16† | 15  | C   | 10  | 18  | 12  | 16  | 20  | 15  | 18  | 66.5   |
| 7    | Campos Racing         | 21  | Ret | 17  | 15  | 4   | 5   | 6   | 6   | Ret | 5   | 14  | Ret | 14  | 14  | 9   | 14  | 6   | C   | 19† | 15  | 9   | 3   | 9   | 3   | 9   | 66.5   |
| 8    | DAMS                  | 16  | 12  | 15  | Ret | 3   | Ret | 9   | 16  | 16  | 16  | Ret | 12  | 16  | Ret | 18  | 8   | 16  | C   | 15  | 13  | 11  | 15  | 14  | 17  | 13  | 66     |
| 8    | DAMS                  | 17  | Ret | 10  | 5   | 10  | Ret | Ret | 7   | Ret | Ret | 9   | 2   | 12  | 11  | 15  | 9   | 11  | C   | 11  | 1   | Ret | 8   | 10  | Ret | 7   | 66     |
| 9    | Trident               | 24  | 13  | 12  | 17  | 14  | 11  | 11  | 10  | 4   | 17  | 16  | Ret | 13  | 7   | 2   | 15† | Ret | C   | Ret | 10  | 2   | 12  | 13  | 10  | 12  | 35     |
| 9    | Trident               | 25  | 15  | 8   | 14  | 19† | Ret | 14  | 18  | 13  | 15  | NC  | 16  | 19  | NC  | 20  | Ret | 14  | C   | 14  | Ret | 13  | 18  | 19  | 16  | 17  | 35     |
| 10   | Charouz Racing System | 14  | 3   | 7   | 11  | 12  | Ret | 13  | 9   | 2   | 12  | 13  | 8   | 15  | Ret | 16  | 11  | 17  | C   | 12  | 12  | 7   | Ret | Ret | 11  | 10  | 28     |
| 10   | Charouz Racing System | 15  | 11  | 11  | 16  | 17  | 13  | 15  | 17  | 14  | 18  | Ret | 17  | 20  | Ret | Ret | Ret | 13  | C   | 13  | Ret | Ret | 17  | 16  | 12  | 16  | 28     |
| 11   | HWA RACELAB           | 22  | 14  | 9   | 10  | 16  | 9   | 18  | Ret | 12  | 11  | 17  | 18  | 17  | 12  | Ret | 13  | 4   | C   | 18  | 16  | Ret | 14  | Ret | 13  | Ret | 9      |
| 11   | HWA RACELAB           | 23  | 18  | Ret | Ret | 18  | 12  | 16  | Ret | 15  | 19  | Ret | Ret | 22  | 13  | 19  | Ret | 18  | C   | 17  | Ret | Ret | 20  | 18  | Ret | 19  | 9      |
| Pos. | Escudería             | N.º | SAK | SAK | SAK | MON | MON | MON | BAK | BAK | BAK | SIL | SIL | SIL | MNZ | MNZ | MNZ | SOC | SOC | SOC | YED | YED | YED | YMC | YMC | YMC | Puntos |

| Color     | Resultado              |
| --------- | ---------------------- |
| Oro       | Ganador                |
| Plata     | 2.ª plaza              |
| Bronce    | 3.ª plaza              |
| Verde     | Finalizó en los puntos |
| Azul      | Finalizó sin puntos    |
| Azul      | NC - No clasificado    |
| Violeta   | Ret - No terminó       |
| Rojo      | DNQ - No se clasificó  |
| Negro     | DSQ - Descalificado    |
| Blanco    | DNS - No empezó        |
| Blanco    | WD - Retirado          |
| Blanco    | C - Carrera cancelada  |
| Sin color | DNP - No participó     |
| Sin color | INJ - Lesionado        |
| Sin color | EX - Excluido          |

| Estado  | Resultado |
| ------- | --- |
| Negrita | Pole position |
| Cursiva | Vuelta rápida puntuable, el piloto cumplió los requisitos para ser bonificado con uno o más puntos por lograr la vuelta rápida |
| †       | Abandona, pero clasifica al completar el porcentaje requerido para ello                                                        |

Fuente: Fórmula 2.